# 熊取町立中央小学校
熊取町立中央小学校（くまとりちょうりつ ちゅうおうしょうがっこう）は、大阪府泉南郡熊取町にある公立小学校。
熊取町で最も古い学校で、周囲は役場・公民館・図書館など公共施設が多い。

## 沿革
現在の熊取町の地域には明治時代、熊取東尋常小学校（1873年創立）・熊取西尋常小学校（1875年創立）・熊取七山尋常小学校（1880年創立）・熊取高等小学校の4校が開校した。
当時の泉南郡熊取村は1908年4月1日付で4校を合併し、村全域を校区とする泉南郡熊取尋常高等小学校を設置した。2年後の1911年5月11日には、現在地の新校舎へと移転統合している。
その後泉南郡熊取国民学校（1941年4月1日改称）・熊取村立小学校（1947年4月1日改称）を経て、熊取町の町制施行により1951年11月3日に熊取町立小学校へと改称した。
長らく熊取町全域を校区としていたが、1960年代後半頃から町の宅地化が進み、それに伴い児童数の増加傾向が目立つようになった。このため1975年4月1日に従来の校区を分割して、熊取町立西小学校・熊取町立南小学校の2校が同時に開校した。これに伴い従来の熊取町立小学校は現在の校名・熊取町立中央小学校への改称をおこなっている。

## 通学区域
- 熊取町 野田、紺屋、五門、翠松苑、山の手台、大原、桜が丘、新野田

卒業生は熊取町立熊取中学校へ進学する（大原、桜が丘、新野田は熊取町立熊取北中学校へ）。

## 交通
- JR阪和線 熊取駅から東へ1.5km
- 南海ウイングバス・ひまわりバス 熊取役場前バス停下車